# Vagina
Nei mammiferi, la vagina (dal latino vagina, letteralmente "fodero" o "guaina") è la parte elastica e muscolare del tratto genitale femminile ed è costituita da un canale fibromuscolare molto elastico che serve da supporto al collo dell’utero e all'uretra. Negli esseri umani, si estende dalla vulva alla cervice. Normalmente, l'apertura vaginale esterna è parzialmente coperta da una membrana chiamata imene. Si tratta dell'organo femminile interessato nel rapporto sessuale e, come canale ultimo, nel parto. Essa canalizza anche il flusso mestruale (mestruazioni), che si ha negli esseri umani e nei primati come parte del ciclo mestruale mensile.
Sebbene la ricerca sulla vagina sia particolarmente carente per diversi animali, la sua posizione, struttura e dimensioni sono documentate come variabili tra le specie. Le femmine dei mammiferi hanno solitamente due aperture esterne nella vulva, l'apertura uretrale per il tratto urinario e l'apertura vaginale per il tratto genitale. Ciò si differenzia dai mammiferi maschi che solitamente hanno una singola apertura uretrale sia per la minzione che per la riproduzione. L'apertura vaginale è molto più grande della vicina apertura uretrale ed entrambe, nelle femmine umane, sono protette dalle labbra. Negli anfibi, negli uccelli, nei rettili e nei monotremi, la cloaca è l'unica apertura esterna per il tratto gastrointestinale, il tratto urinario e il tratto riproduttivo. Anche gli insetti femmina ed altri invertebrati hanno una vagina, che è la parte terminale dell'ovidotto.
Per favorire una penetrazione della vagina durante il rapporto sessuale o altre attività sessuali, l'umidità vaginale aumenta durante l'eccitazione in tutte le femmine dei mammiferi, fornendo così una lubrificazione vaginale, che riduce l'attrito. Infatti, la struttura delle pareti vaginali crea un certo attrito con il pene durante il rapporto e questo comunque contribuisce allo stimolo verso l'eiaculazione, consentendo la fecondazione. Le attività sessuali, sia eterosessuale che omosessuali, possono provocare nelle donne infezioni sessualmente trasmissibili (STI), il cui rischio può essere ridotto con ricorrendo a pratiche sessuali sicure. Ulteriori problemi di salute possono interessare anche la vagina umana.
La vagina e la vulva hanno suscitato forti reazioni nelle società nel corso della storia, comprese percezioni e linguaggio negativi, tabù culturali e il loro uso come simboli per la sessualità femminile, per la spiritualità o la rigenerazione della vita. Nel linguaggio comune, la parola vagina è spesso usata per riferirsi alla vulva o ai genitali femminili in generale. In una precisa definizione anatomica, tuttavia, con il termine vagina ci si riferisce esclusivamente alla specifica struttura interna, e comprendere la distinzione può migliorare la conoscenza dei genitali femminili e aiutare nella comunicazione sanitaria.

## Anatomia umana

### Anatomia macroscopica

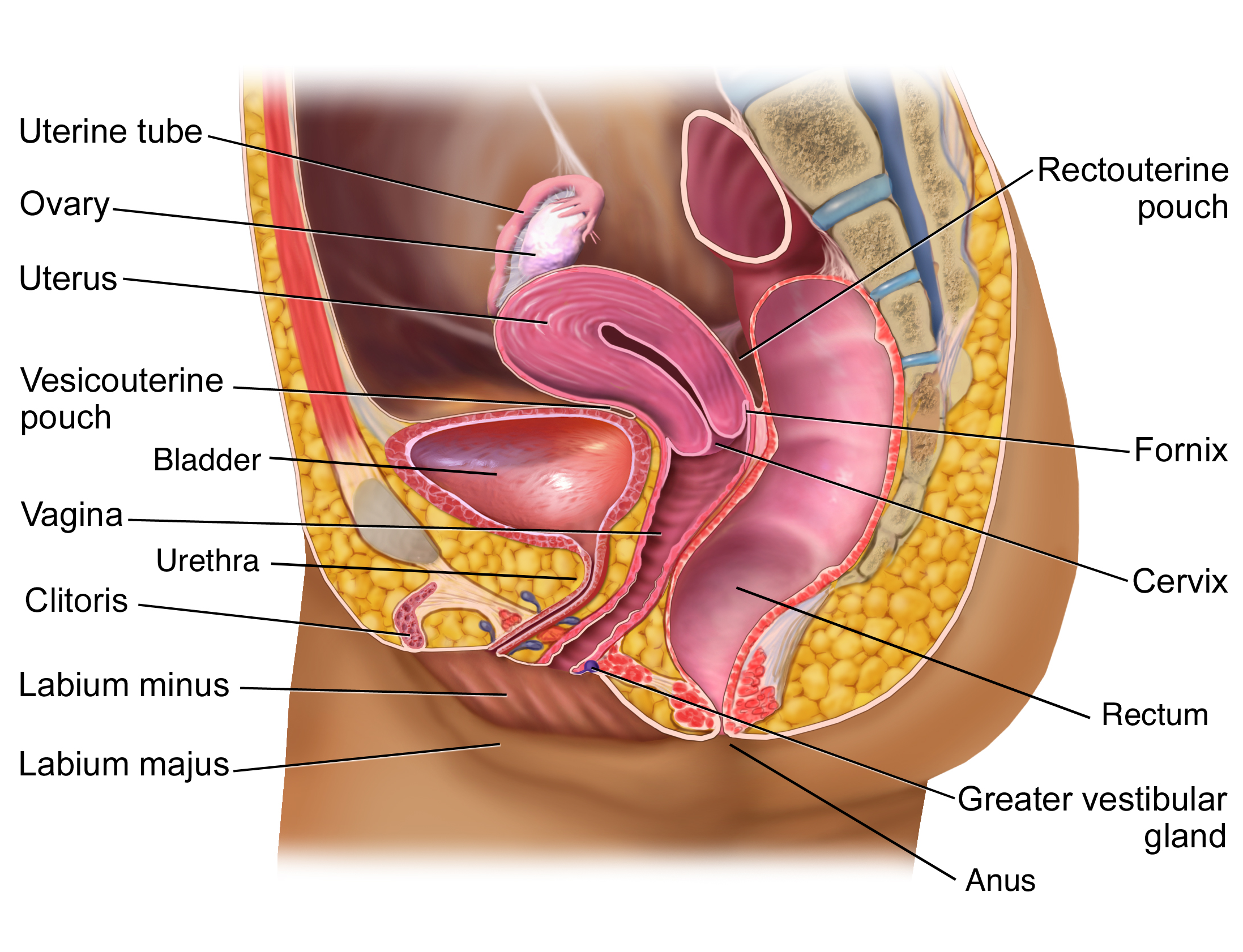
Anatomia dell'apparato riproduttivo femminile

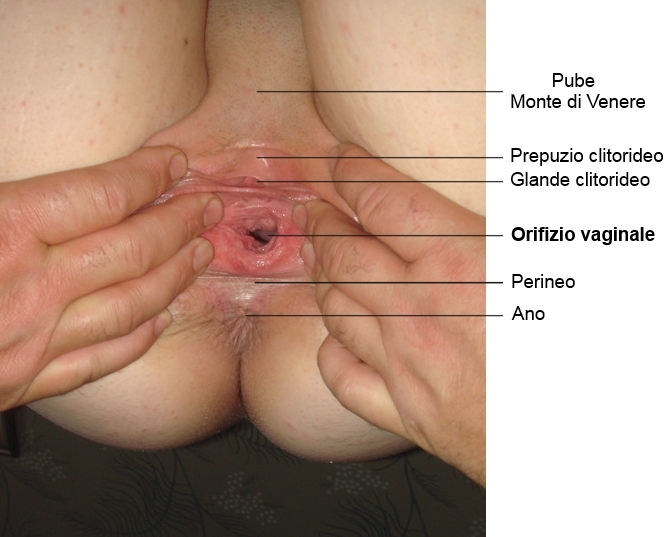
Anatomia della vulva, dall'"alto" (pube) al "basso" (ano):
— Pube - Monte di Venere
— Prepuzio clitorideo
— Glande clitorideo
— Grandi labbra
— Piccole labbra
— Orifizio uretrale
— Orifizio vaginale
— Perineo
— Ano

La vagina è un canale elastico che si estende dalla cervice uterina (porzione anatomica più profonda) alla vulva (porzione anatomica superficiale), la quale ha una lunghezza da 6 a 8 cm nella parte anteriore e di 8–9 cm nella parte posteriore, dilatandosi/espandendosi in lunghezza e larghezza durante l'eccitazione sessuale. La parte della vagina che circonda la cervice è chiamata fornice vaginale. L'apertura della vagina si trova nel triangolo urogenitale, quest'ultimo posto anteriormente al perineo e comprendente anche l'apertura uretrale e le parti associate dei genitali esterni. Il canale vaginale si estende verso l'alto e all'indietro, tra l'uretra nella parte anteriore e il retto nella parte posteriore. Vicino alla vagina superiore, la cervice sporge nella sulla sua superficie frontale con un angolo di circa 90°. Le aperture vaginali e uretrali sono protette dalle labbra.
Quando la donna mantiene la stazione eretta, il condotto vaginale traccia (rispetto alla regione pelvica) una curva geometrica di orientamento superiore-posteriore che forma un angolo leggermente minore di 45 gradi con l'utero. L'apertura vaginale si trova verso l'estremità caudale della vulva, dietro l'apertura dell'uretra. Il quarto superiore della vagina è separato dal retto per mezzo del cavo rettouterino. Sopra la vagina sta il monte di Venere.
La vagina, come l'interno della vulva, è di colore rosa vivo tendente al rosso, particolare comune alle membrane mucose interne (in condizione fisiologica) della maggior parte dei mammiferi. Quando non è sessualmente eccitata, si presenta come un tubo collassato, con le pareti anteriori e posteriori che combaciano. Le pareti laterali, in particolare la loro area centrale, sono relativamente più rigide. Per questo motivo, la vagina collassata ha una sezione trasversale a forma di H. Posteriormente, la vagina interna è separata dal retto dalla sacca rectouterica, la vagina media da tessuto connettivo lasso e la vagina inferiore dal corpo perineale. Dove il lume vaginale circonda la cervice dell'utero, esso è diviso in quattro regioni continue, o fornici vaginali; questi sono i fornici anteriori, posteriori, laterale di destra e laterali di sinistra. Il fornice posteriore è più profondo del fornice anteriore.
I solchi prodotti dalla ripiegatura della parete nel terzo esterno della vagina sono detti pieghe vaginali. Si tratta di rughe costituite da tessuto epiteliale che hanno lo scopo di offrire alla vagina un'estesa area superficiale che ne favorisce l'estensione e l'allungamento.
La dilatazione è agevolata, oltre che da dette pieghe che ne aumentano l'espandibilità, pure dalla particolare lubrificazione, che avviene tramite le ghiandole di Bartolino. La membrana della parete vaginale mantiene una determinata umidità, anche se non contiene alcuna ghiandola.
Prima e durante l'ovulazione, vengono prodotte diverse varianti di muco della cervice, che fornisce un ambiente favorevole alcalino nel canale vaginale per massimizzare le possibilità di sopravvivenza per gli spermatozoi.
La vagina è sostenuta dai suoi muscoli e dai legamenti superiori, medi e inferiori. Il terzo superiore sono i muscoli elevatori e i legamenti transcervicali, pubocervicali e sacrocervicali. È supportata nelle parti superiori dai legamenti cardinali e dal parametrium. Il terzo medio della vagina coinvolge il diaframma urogenitale. È sostenuto dal muscolo elevatore e dalla porzione inferiore dei legamenti cardinali. Il terzo inferiore è supportato dal corpo perineale, o dal diaframma urogenitale e pelvico. Il terzo legamento inferiore può anche essere descritto come sostenuto dal corpo perineale e dalla parte pubovaginale del muscolo elevatore.

#### Vagina e imene
La vagina, nella donna vergine, è (di norma, ma non immancabilmente) coperta in parte dall'imene: una membrana di tessuto connettivo che può essere infranta oltre che da un rapporto sessuale, anche da alcuni tipi di esercizi, come le passeggiate a cavallo o la ginnastica, ed altresì da un esame pelvico incauto. Per converso, non necessariamente il coito determina una lacerazione dell'imene: ne consegue che la deflorazione non è un criterio affidabile per la determinazione del primo rapporto completo (specie nell'ipotesi di cosiddetto imene compiacente).

### Anatomia microscopica e istologia

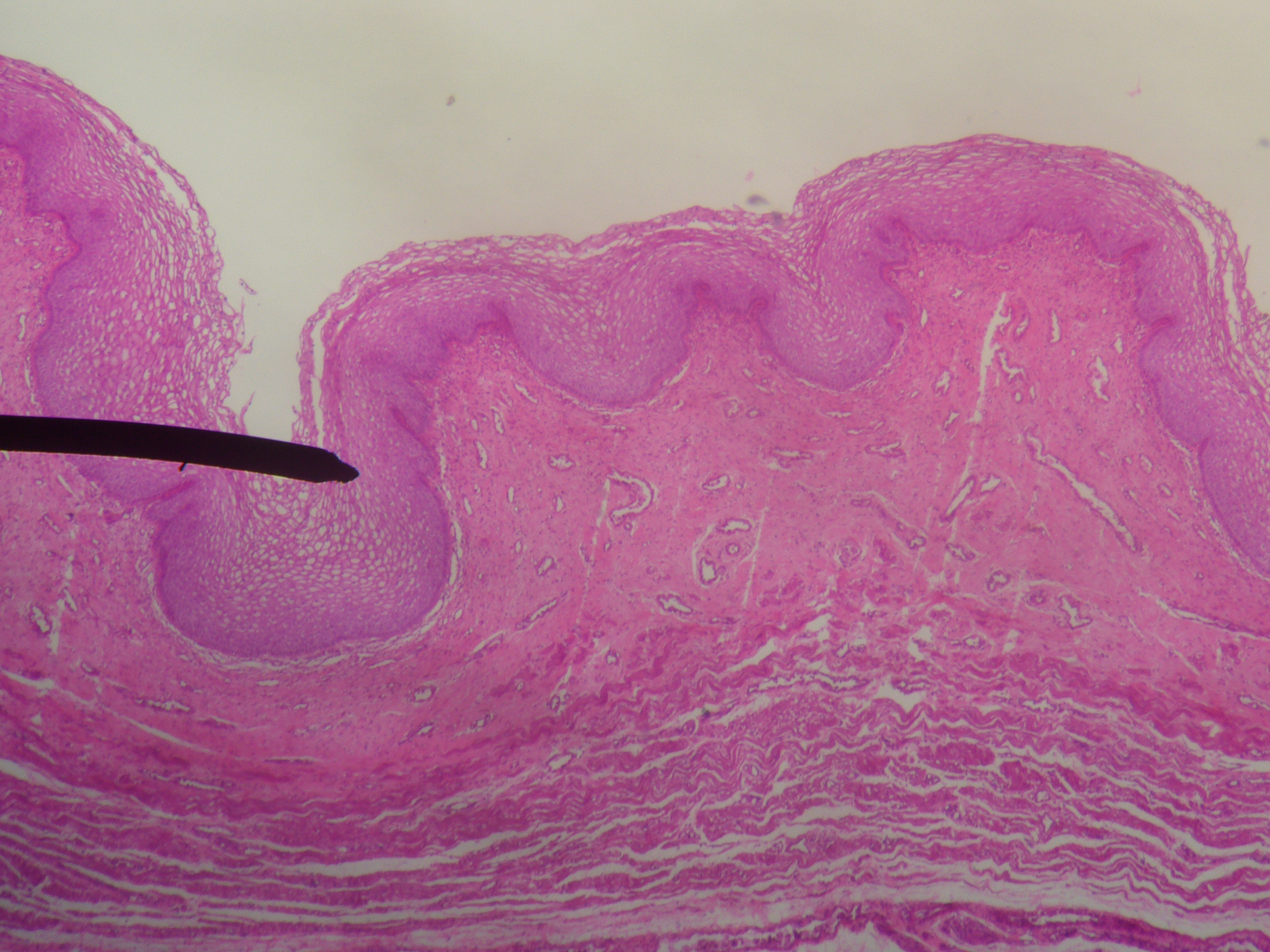
Micrografia con ingrandimento a media potenza di una vetrino con colorazione con ematossilina eosina che mostra una porzione di parete vaginale. Si può vedere l'epitelio squamoso stratificato e il tessuto connettivo sottostante. Gli strati muscolari più profondi non sono mostrati. La linea nera indica una piega della mucosa

Il canale vaginale è rivestito da una membrana mucosa costituita superficialmente da un epitelio pavimentoso pluristratificato: numerosi strati di cellule che, specialmente nello strato più esterno assumono una forma appiattita, più sviluppata in lunghezza. La parete vaginale è costituita da tre stati. Quello più interno è costituita da epitelio squamoso non cheratinizzato, con una lamina propria (uno strato sottile di tessuto connettivo) al di sotto di esso. Superiormente vi è uno strato muscolare liscio con fasci di fibre che corrono longitudinalmente. Infine, all'esterno si trova uno strato di tessuto connettivo chiamato adventitia. Alcuni testi, tuttavia, elencano quattro strati contando separatamente i due sottostrati della mucosa (epitelio e lamina propria).
Lo strato muscolare liscio all'interno della vagina possiede una debole forza contrattiva che può creare una certa pressione nel lume della vagina e permettendo alcune delle forze di contrattazione più importanti, come durante il travaglio.
La lamina è ricca di vasi sanguigni e linfatici. Lo strato muscolare è composto da fibre muscolari lisce, con uno strato esterno di muscolo longitudinale, uno strato interno di muscolo circolare e una fibra muscolare obliqua in mezzo. Lo strato esterno, l'adventitia, è uno strato sottile e denso di tessuto connettivo ed è associato a tessuto connettivo lasso contenente vasi sanguigni, vasi linfatici e fibre nervose che si trovano tra gli organi pelvici. La mucosa vaginale è assente dalle ghiandole e forma pieghe (creste trasversali o rugae), che sono più prominenti nel terzo esterno della vagina; la loro funzione è di fornire alla vagina un'area di superficie aumentata per l'estensione e l'allungamento.
L'epitelio dell'ectocervice (la porzione uterina del collo dell'utero che si estende nella vagina) è un'estensione dell'epitelio vaginale. L'epitelio vaginale è costituito da strati di cellule, tra cui cellule basali, cellule parabasali, cellule piatte squamose superficiali e cellule intermedie. Lo strato basale dell'epitelio è il più mitoticamente attivo e quindi in grado di riprodurre nuove cellule. Le cellule superficiali vengono costantemente sostituite dalle cellule basali. L'estrogeno induce le cellule intermedie e superficiali a riempirsi di glicogeno. Le cellule dallo strato basale inferiore passano dall'attività metabolica attiva alla morte (apoptosi). In questi strati intermedi di epiteli, le cellule iniziano a perdere i loro mitocondri e altri organelli. Le cellule mantengono un alto livello di glicogeno rispetto ad altri tessuti epiteliali nel corpo.
Sotto l'influenza degli estrogeni materni, la vagina di una neonata è rivestita da un epitelio squamoso stratificato denso (o mucosa) per un tempo che varia da due a quattro settimane dopo la nascita. Da allora fino alla pubertà, l'epitelio rimane sottile con solo pochi strati di cellule cuboidali prive di glicogeno; inoltre si presenta con poche rughe e di colore rossastro. Quando inizia la pubertà, la mucosa si ispessisce e di nuovo diventa epitelio squamoso stratificato con cellule contenenti glicogeno, sotto l'influenza dei livelli di estrogeni in aumento. Infine, l'epitelio si assottiglia dalla menopausa in poi e alla fine cessa di contenere il glicogeno, per via della mancanza di estrogeni.
Le cellule squamose appiattite sono più resistenti sia all'abrasione che all'infezione. La permeabilità dell'epitelio consente una risposta efficace dal sistema immunitario poiché gli anticorpi e altri componenti immunitari possono facilmente raggiungere la superficie. L'epidermide della cute è relativamente resistente all'acqua poiché contiene alti livelli di lipidi, mentre l'epitelio vaginale contiene una quantità inferiore. Ciò consente il passaggio di acqua e sostanze idrosolubili attraverso il tessuto.
La cheratinizzazione si verifica quando l'epitelio è esposto all'atmosfera esterna secca. In circostanze anormali, come nel prolasso degli organi pelvici, la mucosa può essere esposta all'aria, diventando secca e cheratinizzata.

### Perfusione e innervamento
La vagina riceve il sangue principalmente attraverso l'arteria vaginale, che emerge da un ramo dell'arteria iliaca interna, o dall'arteria uterina. Le arterie vaginali si anastomizzano (si uniscono) lungo il lato della vagina con il ramo cervicale dell'arteria uterina; questo forma l'arteria azygos che si trova sulla linea mediana della vagina anteriore e posteriore. Altre arterie che perfondono la vagina includono l'arteria rettale media e l'arteria pudenda interna, tutti i rami dell'arteria iliaca interna. Tre gruppi di vasi linfatici accompagnano queste arterie; il gruppo superiore accompagna i rami vaginali dell'arteria uterina, il gruppo intermedio accompagna le arterie vaginali e il gruppo inferiore, drena la linfa dall'area al di fuori dell'imene, verso i linfonodi inguinali. Il 95% dei canali linfatici della vagina si trovano entro 3 mm dalla superficie della vagina.
Due vene principali drenano il sangue dalla vagina, una a sinistra e una a destra. Queste formano una rete di vene più piccole, il plesso venoso vaginale, ai lati della vagina, che si collega al plesso venoso uterino, a quello vescicale e a quello del retto. Questi alla fine si riversano nelle vene iliache interne.
L'innervamento della vagina superiore è fornito dalle aree simpatica e parasimpatica del plesso pelvico. La vagina inferiore è innervata dal nervo pudendo.

### Punto G

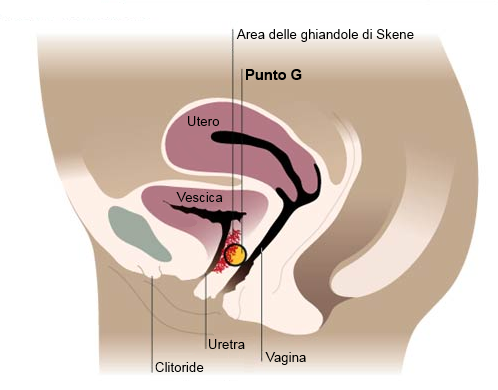
Apparato genitale femminile, vista sagittale. Il punto G è cerchiato in nero

Una zona erogena, comunemente chiamata punto G, è ubicata nella parete anteriore della vagina, a circa cinque cm più addentro del suo ingresso. Alcune donne provano intenso piacere se il loro punto G è stimolato convenientemente durante l'amplesso. Un orgasmo scaturente dal punto G potrebbe essere la causa dell'eiaculazione femminile, il che porta alcuni medici e ricercatori a ritenere che il piacere connesso al punto G provenga dalle ghiandole di Skene (v. ghiandole esocrine), un omologo femminile della prostata, piuttosto che da un qualche particolare punto sulla parete vaginale. Alcuni ricercatori, peraltro, negano radicalmente l'esistenza del punto G.

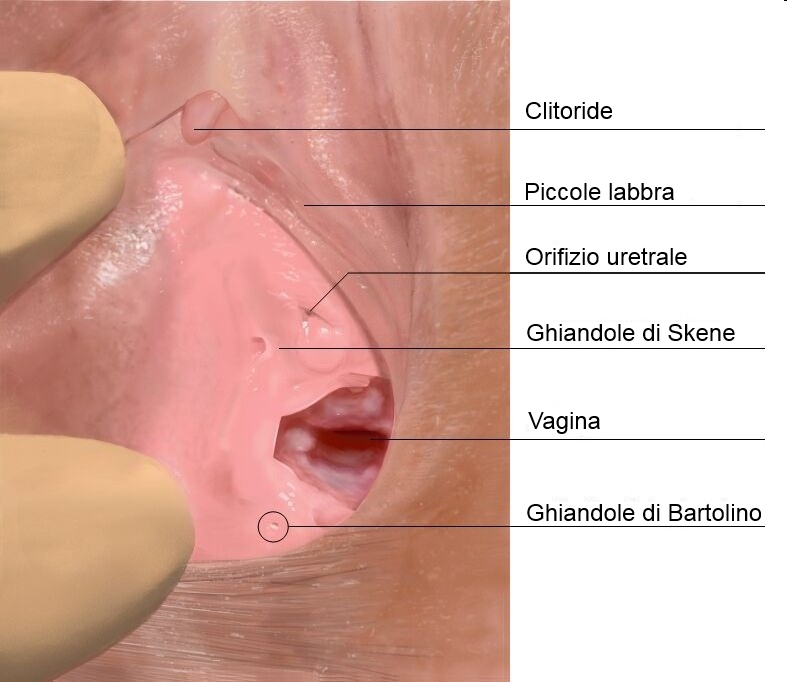
Localizzazione delle ghiandole di Skene

### Sviluppo

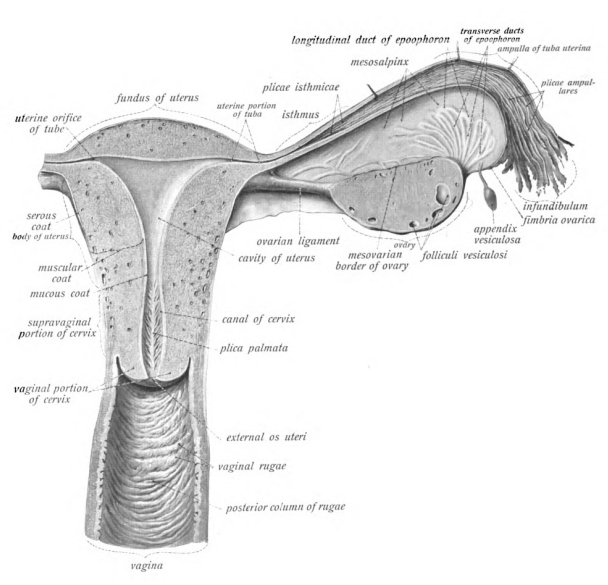
Disegno che mostra una sezione della porzione della vagina e del tratto genitale femminile superiore

Il piatto vaginale è il precursore della vagina. Durante lo sviluppo, essa inizia la sua crescita quando le estremità fuse dei dotti paramesonefrici (chiamati anche dotti Mülleriani) penetrano nella parete posteriore del seno urogenitale. Quando il piatto cresce, separa chiaramente la cervice e il seno urogenitale; le cellule centrali del piatto formano il lume vaginale. Questo avviene dalla ventesima alla ventiquattresima settimana di sviluppo. Se il lume non si forma, o è incompleto, membrane note come setti vaginali possono formarsi attraverso o attorno al foglietto causando l'ostruzione del tratto di efflusso più tardi nella vita.
Durante il differenziamento sessuale, senza testosterone, il seno urogenitale persiste come vestibolo della vagina. Le due pieghe urogenitali del tubercolo genitale formano le piccole labbra, mentre il gonfiore labioscrotale formerà le grandi labbra.
Vi sono opinioni contrastanti sull'origine embriologica della vagina. La tesi maggioritaria risale alla descrizione di Koff del 1933 in cui si afferma che i due terzi superiori della vagina originano dalla porzione caudale dei condotti Mülleriani, mentre la porzione inferiore della vagina si sviluppa dal seno urogenitale. Altre tesi sono quelle del 1957, in cui Bulmer descrive l'epitelio vaginale come proveniente esclusivamente dal seno dell'epitelio urogenitale e quella del 1970 di Witschi in cui viene riesaminata la tesi di Koff in cui conclude che i bulbi sino-vaginali hanno la stessa origine della porzione inferiore del dotto di Wolff.
La teoria di Witschi è stata condivisa da Acién et al., da Bok e da Drews. Robboy et al. rivederono le teorie di Koff e Bulmer sostenendo la descrizione di quest'ultimo alla luce delle loro ricerche. I dubbi derivano dalla complessità dei tessuti correlati e la mancanza di un modello animale simile. Per questo motivo, lo studio dello sviluppo vaginale umano è in corso e può aiutare a risolvere le diverse visioni.

## Fisiologia

### Secrezioni uterine
Le secrezioni vaginali provengono principalmente dall'utero, dalla cervice e dall'epitelio vaginale, oltre alla minuscola lubrificazione prodotta dalle ghiandole di Bartolini in caso di eccitazione sessuale. Per renderla umida sono necessarie ben poche secrezioni che comunque possono aumentare durante l'eccitazione sessuale, a metà o poco prima delle mestruazioni o durante la gravidanza. La vagina costituisce una via attraverso la quale il sangue mestruale e parti di tessuto organico lasciano il corpo.
Le mestruazioni sono lo scarico regolare di sangue e tessuto mucoso dal rivestimento interno dell'utero attraverso la vagina. La mucosa vaginale varia per spessore e composizione durante il ciclo mestruale, che è il fisiologico mutamento del sistema riproduttivo femminile (in particolare dell'utero e delle ovaie) che rende possibile la gravidanza. Queste escrezioni possono essere assorbite o trattenute per mezzo di tamponi, coppe mestruali, assorbenti igienici.
Le ghiandole di Bartolini, localizzate vicino all'apertura vaginale, erano originariamente considerate la fonte primaria per la lubrificazione vaginale, ma ulteriori studi hanno dimostrato che forniscono solo poche gocce di muco. La lubrificazione vaginale è principalmente fornita da infiltrazioni di plasma, note come trasudato, dalle pareti vaginali. Questo inizialmente si forma come goccioline simili a sudore, ed è causato da una maggiore pressione del fluido nel tessuto della vagina (vasocongestione), con conseguente rilascio di plasma capillari attraverso l'epitelio vaginale.
Prima e durante l'ovulazione, le ghiandole poste all'interno della cervice secernono diversi tipi di muco in grado di fornire un ambiente alcalino e fertile nel canale vaginale, dunque favorevole alla sopravvivenza dello sperma. Successivamente alla menopausa, la lubrificazione vaginale diminuisce naturalmente.

### Attività sessuale
La concentrazione di terminazioni nervose che giacciono intorno all'entrata della vagina può causare sensazioni piacevoli durante l'attività sessuale, qualora avvenga un tipo di stimolazione gradito alla specifica donna.
Durante l'eccitazione sessuale, specie se vi è stimolazione del clitoride, le pareti della vagina si auto-lubrificano. Ciò riduce l'attrito che può manifestarsi in conseguenza delle varie attività sessuali; tuttavia esistono pratiche (dette di "sesso asciutto") per limitare o evitare la lubrificazione in corso di coito. In passato si riteneva che le ghiandole di Bartolino fossero responsabili della lubrificazione vaginale. I lavori di Masters & Johnson rilevarono invece che è la stessa parete vaginale ad emettere goccioline di liquido che, dapprima isolate, successivamente formano un velo continuo e lucente su tutta la parete. La risposta vaginale è la stessa qualunque sia il tipo di stimolazione sessuale (clitoridea, mammaria, orale, ecc) ma la quantità di liquido può essere maggiore o minore a seconda dell'intensità e della durata dello stimolo. La lubrificazione si verifica anche in post-menopausa, ma la quantità di liquido secreto è fortemente inadeguata.
Alcuni studi hanno rilevato che porzioni del clitoride si estendono nella vulva e nella vagina.
Con l'eccitazione, la vagina si allunga velocemente di un valore medio di 8,5 cm, ma può continuare ad allungarsi per reazione ad una pressione. Quando la donna raggiunge la massima eccitazione, la vagina si gonfia come una tenda (gli ultimi ²⁄₃ si espandono in lunghezza e larghezza) mentre la cervice si ritrae. Le pareti della vagina sono composte di morbide pieghe elastiche di pelle membranoso-mucosa che si allungano o contraggono (con il concorso dei muscoli pelvici) per adeguarsi alla misura del pene.

### Parto
Durante il parto, la vagina fornisce il canale attraverso cui il feto abbandona l'utero per affacciarsi alla vita indipendente al di fuori del grembo materno. In questa fase, la vagina è chiamata anche "canale del parto". Quando si avvicina il travaglio (un processo fisiologico che precede il parto), possono verificarsi diversi segni, tra cui perdite vaginali e la rottura delle membrane (rottura dell'acqua) che può provocare la fuoriuscita di liquido amniotico o un flusso irregolare o piccolo di liquido dalla vagina. La rottura dell'acqua avviene più comunemente durante il travaglio; tuttavia, può verificarsi anche prima (una condizione nota come rottura prematura delle membrane) e ciò accade nel 10% dei casi. Anche le contrazioni di Braxton Hicks sono un segno di avvicinamento al travaglio, ma non tutte le gravide le sperimentano. Tra le donne che partoriscono per la prima volta, le contrazioni di Braxton Hicks vengono scambiate per contrazioni effettive e, di solito, sono molto forti nei giorni precedenti al travaglio.
Mentre il corpo si prepara al parto, la cervice si ammorbidisce, si assottiglia, si muove in avanti ed inizia ad aprirsi. Ciò consente al feto di spostarsi o "cadere" nel bacino. Quando il feto arriva nella pelvi, può verificarsi dolore al nervo sciatico, aumento delle perdite vaginali e aumento della frequenza urinaria. Questi sintomi si riscontrano con maggior probabilità durante il travaglio nelle donne che hanno già partorito precedentemente, ma possono riscontrarsi da dieci a quattordici giorni prima del travaglio in donne che provano il travaglio per la prima volta.
Quando iniziano le contrazioni, il feto inizia a perdere il sostegno della cervice la quale si dilata raggiungendo un diametro superiore ai 10 cm per accogliere la testa del feto che si sposta dall'utero alla vagina. L'elasticità della vagina gli consente di allungarsi di molte volte il suo diametro normale, al fine di far passare il bambino.
Le nascite vaginali sono più comuni ma, se esiste il rischio di complicanze, può essere eseguito un taglio cesareo. Subito dopo la nascita, la mucosa vaginale presenta un accumulo anormale di liquido ed è sottile. Trascorse circa tre settimane, una volta che le ovaie hanno ripreso la normale funzione e la produzione di estrogeni viene ripristinata, torna ad ispessirsi. L'apertura vaginale spalancata si rilassa fino a quando non ritorna approssimativamente al suo stato di pre-gravidanza; un processo che impiega circa da sei a otto settimane dopo il parto, noto come "periodo postparto"; tuttavia, la vagina continuerà ad essere di dimensioni maggiori rispetto a prima.
Dopo il parto, si presenta una fase di scarico vaginale, chiamata lochia, che può variare in modo significativo nella quantità di perdita e nella sua durata, ma può andare avanti anche per circa sei settimane.

### Flora batterica vaginale
La flora vaginale è un ecosistema complesso che cambia durante la vita, dalla nascita alla menopausa. Essa risiede nello strato più esterno dell'epitelio vaginale. Questo microbioma è costituito da specie e generi che tipicamente non causano sintomi o infezioni nelle donne con un normale sistema immunitario. Il microbioma vaginale è dominato dalle specie Lactobacillus. Queste specie metabolizzano il glicogeno, trasformandolo in zucchero. I lattobacilli metabolizzano poi lo zucchero in glucosio e acido lattico. Sotto l'influenza degli ormoni, come l'estrogeno, il progesterone e l'ormone follicolo-stimolante (FSH), l'ecosistema vaginale subisce cambiamenti ciclici o periodici.
Il bacillo di Döderlein è ospite in condizioni di normalità della vagina sana e contribuisce a mantenere il pH dell'ambiente vaginale nella donna sana intorno a 3,5-4,5 attraverso la scissione del glicogeno in acido lattico e biossido di carbonio. Il mantenimento di tale pH acido è di fondamentale importanza per la difesa della vagina dai germi provenienti dall'esterno (autodepurazione della vagina).

### Sostanze odorifere presenti nel fluido vaginale
Nei mammiferi la secrezione di molecole odorifere (urea, acido lattico, acido acetico, composti alifatici a catena corta) nell'area genitale è importante per comunicare la ricettività sessuale della femmina.
Nella donna, la produzione di acido lattico e acido acetico è sempre presente; la produzione di composti alifatici è invece variabile da soggetto a soggetto e l'odore che ne deriva (generalmente attribuibile all'acido butanoico), a seconda della loro concentrazione nei fluidi vaginali, dà luogo a giudizi di varia gradevolezza e può costituire ugualmente un richiamo sessuale.

## Aspetti clinici

### Esame pelvico

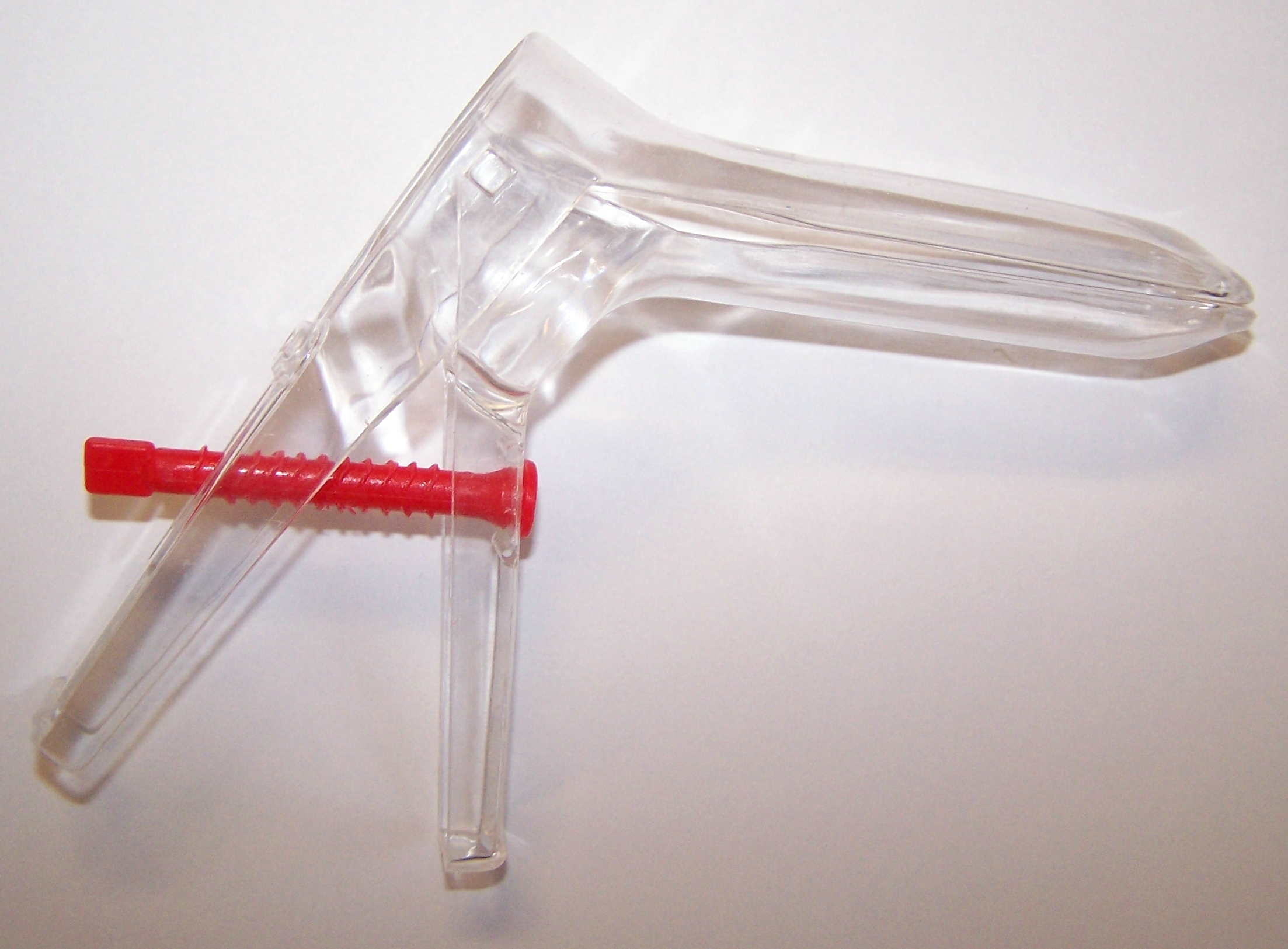
Uno speculum in plastica utilizzato per l'esame pelvico

La salute della vagina, e dell'intero sistema riproduttivo femminile, può essere valutata durante un esame pelvico. Tale esame può includere anche l'esecuzione di un Pap test. Negli Stati Uniti, lo screening del Pap test è raccomandato per tutte le donne, a partire dai 21 anni fino ai 65 anni di età. Tuttavia, altri paesi non lo consigliano a coloro che non sono sessualmente attive. L'esame pelvico di routine per le donne asintomatiche e non in stato di gravidanza può essere più dannoso che benefico. Un reperto normale durante l'esame pelvico di una donna gravida è una sfumatura bluastra sulla parete vaginale.
Gli esami pelvici sono più spesso eseguiti quando vi sono sintomi inspiegabili riguardo a perdite, dolore, sanguinamento inaspettato o problemi urinari. Durante l'esame, l'apertura vaginale viene valutata riguardo alla sua posizione, simmetria, presenza dell'imene e forma. La vagina viene valutata internamente prima inserendo le dita opportunamente ricoperte da guanti, prima di inserire lo speculum, al fine di apprezzare eventuali debolezze, grumi o noduli. L'infiammazione e le perdite vengono annotate se presenti. Durante questo periodo, le ghiandole di Skene e di Bartolini vengono palpate per identificare eventuali anomalie di queste strutture. Dopo aver completato l'esame digitale della vagina, lo speculum, uno strumento per visualizzare le strutture interne, viene solitamente inserito nella porzione visibile della cervice.
In occasione di una aggressione sessuale o di altri abusi sessuali possono verificarsi traumi alla parete vaginale. Questi possono essere lacerazioni, lividi, infiammazioni e abrasioni. L'assalto sessuale con oggetti può danneggiare la vagina e una radiografia può rivelare la presenza di oggetti estranei. Se viene dato il consenso, un esame pelvico può far parte della valutazione conseguente ad una aggressione sessuale. Gli esami pelvici vengono eseguiti anche durante la gravidanza, con una maggior frequenza nelle situazioni ad alto rischio.

### Trattamenti farmacologici
La somministrazione intravaginale è una via di somministrazione in cui un farmaco viene inserito nella vagina in forma di crema o compressa. Farmacologicamente, ciò ha il potenziale vantaggio di aver un forte impatto terapeutico prevalentemente nelle patologie che coinvolgono la vagina o le strutture vicine (come la porzione vaginale della cervice) con effetti avversi sistemici limitati rispetto ad altre vie di somministrazione. I farmaci usati per tali via sono generalmente estrogeni, agenti anticoncezionali, propranololo e gli antifungini. Anche gli anelli vaginali possono essere utilizzati per somministrare farmaci, compresi gli anelli contraccettivi vaginali. Questi vengono inseriti nella vagina rilasciano livelli continui, a basse dosi e costanti, di principio attivo, sia in loco che in tutto il corpo.

### Sintomi di affezioni vaginali
Le malattie della vagina si presentano con gonfiori, perdite, ulcerazioni.

#### Gonfiori
La presenza di gonfiori insoliti sulla parete o sulla base della vagina è sempre anormale.
Il fenomeno più comune è la cisti di Bartolino.
La cisti, alla palpazione assimilabile ad un pisello, si forma in conseguenza di un'occlusione delle ghiandole che normalmente apportano i loro umori all'orifizio vaginale. Questa condizione viene trattata facilmente, con un atto di chirurgia minore, o farmacologicamente con nitrato d'argento.
L'herpes può essere una causa meno comune di piccoli gonfiori o vesciche. In questo caso la sintomatologia è caratterizzata dalla diffusione in più punti e dalla presenza di vivo dolore, con un fluido chiaro che tende a risolversi in piccole croste. Possono essere associate a protuberanza generalizzata, e sono molto tenere.
I gonfiori associati a tumori della parete vaginale sono assai rari e l'età media di esordio è settant'anni. La forma tumorale più comune è il carcinoma dell'epitelio pavimentoso, poi il cancro delle ghiandole (adenocarcinoma) ed infine (estremamente raro) il melanoma.

#### Perdite
Le perdite vaginali sono in massima parte fisiologiche, e comprendono sangue mestruale (dall'utero), il caso più frequente, ed un fluido chiaro che può essere correlato ad eccitazione sessuale o può derivare da altre secrezioni della cervice uterina. Fra le cause non infettive si annoverano le dermatiti e le perdite da corpo estraneo, come nel caso di tamponi "igienici", o (nelle bambine) a seguito dell'inserimento in vagina degli oggetti più disparati, sostanzialmente per curiosità.
Perdite non connesse a pratiche sessuali si verificano per vaginiti batteriche o per candidosi genitale.
Il gruppo finale di perdite è correlato a malattie sessualmente trasmissibili: gonorrea, clamidia e trichomonas vaginalis. Le perdite da candida sono leggermente maleodoranti e bianche; quelle da trichomonas hanno un odore più intenso e sono verdastre; quelle da corpo estraneo assomigliano a quelle da gonorrea (grigiastre o gialle) e purulente (simili a pus).

#### Ulcerazioni
Tutte le ulcerazioni comportano un cedimento della sottile membrana in cui consiste la parete vaginale. I fenomeni più comuni sono piccole abrasioni/ulcerazioni provocate da trauma. Ancorché dette lesioni possano essere effetto di violenza sessuale, in realtà (e per fortuna) il più delle volte dipendono da eccessivo strofinamento contro indumenti, o da maldestro inserimento di tamponi sanitari.
La tipica ulcerazione da sifilide non provoca dolore e presenta margini in rilievo. Spesso non sono neppure rilevate, poiché per lo più si verificano all'interno della vagina. Le ulcerazioni da herpes sono molto morbide, e possono determinare rigonfiamenti che ostacolano il deflusso dell'urina. Nei Paesi in via di sviluppo, un gruppo di malattie parassitarie come la leishmaniosi umana può essere un'altra causa di ulcerazioni sessuali; si tratta invece di evento inconsueto in Occidente. Tutti questi disturbi vulvo-vaginali sono trattati agevolmente e possono essere guariti senza difficoltà particolari dalla medicina. Spesso solo una qualche forma di vergogna o (ingiustificato) pudore impedisce alle pazienti di giovarsi dei rimedi disponibili.

### Chirurgia
La vagina, compresa l'apertura vaginale, può essere alterata a seguito di interventi chirurgici quali l'episiotomia, la vaginectomia, la vaginoplastica o la labioplastica. Le donne che subiscono una vaginoplastica sono solitamente più anziane e hanno avuto una o più gravidanze portate a termine nella vita. L'esecuzione di Un esame approfondito della vagina prima di una vaginoplastica è una pratica standard, così come un consulto da parte di un uroginecologo per diagnosticare eventuali possibili disturbi vaginali. Per quanto riguarda la labioplastica, la procedura è solitamente rapida e senza particolari controindicazioni; Le complicanze sono minori e rare e possono essere comunque corrette. Qualsiasi cicatrice derivante dall'intervento è minima e non sono stati identificati problemi a lungo termine.
L'episiotomia viene eseguita durante la seconda fase del travaglio praticando un'incisione chirurgica per allargare l'apertura vaginale affinché il bambino possa attraversarla più facilmente. Anche se il suo uso di routine non è più raccomandato, è una delle procedure mediche più comuni eseguite sulle donne. L'incisione viene effettuata attraverso la pelle, l'epitelio vaginale, il grasso sottocutaneo, il corpo perineale e il muscolo perineale trasversale superficiale, estendendo il taglio dalla vagina all'ano. L'episiotomia può risultare dolorosa dopo il parto. Le donne spesso riferiscono dolore durante i rapporti sessuali fino a tre mesi dopo la riparazione della lacerazione o dopo un'episiotomia. Alcune tecniche chirurgiche provocano meno dolore di altre. I due tipi di episiotomia eseguite sono l'incisione mediana e l'incisione medio-laterale. L'incisione mediana è un taglio perpendicolare tra la vagina e l'ano ed è la più comune. Il taglio medio-laterale richiede più tempo per guarire rispetto al taglio mediano.
La vaginectomia è un intervento chirurgico finalizzato alla totale o parziale rimozione della vagina e viene solitamente eseguita come trattamento di una neoplasia. La rimozione di alcuni o tutti gli organi riproduttivi e i genitali esterni, può causare danni ai nervi e lasciare cicatrici o aderenze. Può anche essere compromessa la funzionalità sessuale, come nel caso di alcuni interventi chirurgici per il trattamento del tumore alla cervice uterina. Questi interventi chirurgici possono influire sul dolore, l'elasticità, la lubrificazione vaginale e l'eccitazione sessuale. Questo spesso si risolve dopo un anno, ma potrebbe richiedere anche più tempo.
Le donne, specialmente quelle più anziane e quelle che hanno partorito più volte, possono scegliere di correggere chirurgicamente la lassità vaginale. Questo intervento è stato descritto come restringimento o ringiovanimento vaginale. Sebbene una donna possa sperimentare un miglioramento dell'immagine di sé e del piacere sessuale con tale intervento, vi sono rischi associati alla procedura, tra cui infezioni, restringimento dell'apertura vaginale, irrigidimento insufficiente, diminuzione della funzione sessuale (come dolore durante il rapporto sessuale) e formazione di una fistola rettovaginale.
La chirurgia sulla vagina può essere elettiva o estetica. Le donne che cercano la chirurgia estetica possono avere condizioni congenite, disagio fisico o desiderio di modificare l'aspetto dei loro genitali. Sono disponibili diversi interventi chirurgici di riassegnazione del sesso per le persone transgender. Sebbene non tutte le condizioni intersessuali richiedano un trattamento chirurgico, alcuni scelgono la chirurgia genitale per correggere le condizioni anatomiche atipiche.

### Infezioni, malattie e sesso sicuro
Le infezioni o le malattie vaginali comprendono infezioni da lievito, vaginiti, malattie sessualmente trasmissibili e neoplasie. Il Lactobacillus gasseri e altre specie di Lactobacillus, presenti nella flora vaginale, forniscono una certa protezione dalle infezioni mediante la loro secrezione di batteriocine e perossido di idrogeno. La vagina sana di una donna in età fertile è acida, con un pH normalmente compreso tra 3,8 e 4,5. Il pH basso rende proibitiva la crescita di molti ceppi di microbi patogeni. L'equilibrio acido della vagina può essere influenzato dalla gravidanza, dalle mestruazioni, dal diabete o da altre malattie, dall'assunzione di pillole anticoncezionali, di alcuni antibiotici, cattiva alimentazione e stress (ad esempio a seguito di una mancanza di sonno). Qualsiasi di queste modifiche all'equilibrio acido della vagina può contribuire all'infezione da lievito. Un pH elevato (superiore a 4,5) del fluido vaginale può essere causato da una proliferazione eccessiva di batteri, come avviene nella vaginosi batterica, o nella trichomoniasi vaginale da infezione parassitaria, entrambe con vaginite come sintomo. La flora vaginale popolata da numerosi batteri caratteristici della vaginosi batterica aumenta il rischio di esiti avversi della gravidanza. Durante un esame pelvico, possono essere prelevati campioni di liquidi vaginali per lo screening di infezioni trasmesse sessualmente o di altre infezioni.
La vagina è auto-detergente e pertanto di norma non ha bisogno di speciali trattamenti di sorta. I medici generalmente sconsigliano la pratica dell'irrigazione vaginale (enteroclisma). Dato che una vagina sana è colonizzata da una flora di microrganismi reciprocamente simbiotici che proteggono il corpo-ospitante da microbi che potrebbero provocare malattie, qualunque tentativo di alterare questo equilibrio può causare svariati esiti indesiderabili, come (a solo titolo di esempio) perdite anormali e candidosi. Poiché la flora vaginale protegge dalle malattie, una alterazione di questo equilibrio può portare ad infezioni e a secrezioni anomale. Le secrezioni possono indicare un'infezione vaginale, così come irritazione o bruciore. Perdite vaginali anomale possono essere causate da infezioni sessualmente trasmissibili, diabete, utilizzo di saponi profumati, bagnoschiuma, pillole anticoncezionali, infezione da lievito (comunemente a causa dell'uso di antibiotici) o un'altra forma di vaginite. Mentre la vaginite è un'infiammazione della vagina, ed è attribuita a infezioni, problemi ormonali o irritanti, il vaginismo è un involontario irrigidimento dei muscoli vaginali durante la penetrazione vaginale causato da un riflesso o da una malattia. Le secrezioni vaginali dovute all'infezione da lievito sono solitamente dense, di colore cremoso e inodore, mentre quelle dovute alla vaginosi batterica sono di colore grigio-bianco; quelle dovute alla trichomoniasi vaginale generalmente appaiono di colore grigio, di consistenza sottile e con un odore di pesce. Nel 25% dei casi di trichomoniasi vaginale le secrezioni sono di colore giallo-verde.
L'HIV/AIDS, il papillomavirus umano (HPV), l'herpes genitale e la trichomoniasi vaginale sono alcune malattie sessualmente trasmissibili che possono interessare la vagina; per evitare la loro trasmissione le istituzioni sanitarie raccomandano pratiche di sesso sicuro (metodi di barriera). Il sesso sicuro implica comunemente l'uso del preservativo e talvolta di quello femminile (che garantisce alle donne un maggiore controllo). Entrambi i tipi possono aiutare ad evitare la gravidanza impedendo allo sperma di entrare in contatto con la vagina. Tuttavia, non vi sono certezze che il preservativo femminile sia sicuro quanto quello maschile nella prevenzione delle infezioni ma certamente è inferiore nell'efficacia nel prevenire la gravidanza, probabilmente per il fatto che quello femminile si adatta anatomicamente meno strettamente rispetto a quello maschile o perché può scivolare nella vagina e versare lo sperma.
I linfonodi vaginali spesso intrappolano le cellule cancerose che hanno origine nella vagina. Questi linfonodi possono essere valutati per la presenza di malattia. La rimozione chirurgica selettiva (piuttosto che la rimozione totale e più invasiva) dei linfonodi vaginali riduce il rischio di complicanze che possono accompagnare interventi chirurgici più radicali. Questi linfonodi selettivi agiscono come linfonodi sentinella. Invece di un intervento chirurgico, i linfonodi interessati sono talvolta trattati con la radioterapia somministrata ai linfonodi inguinali o pelvici del paziente o ad entrambi..
Il tumore della vagina e il tumore della vulva sono molto rari e colpiscono principalmente le donne anziane. Il tumore della cervice (che è relativamente comune) aumenta il rischio di tumore della vagina, motivo per cui esiste una significativa possibilità che il cancro vaginale si verifichi contemporaneamente o dopo il cancro del collo dell'utero. Il tumore della cervice può essere prevenuto con lo screening mediante pap test e con i vaccini anti HPV, seppur questi coprano solo i tipi 16 e 18 di HPV che causano il 70% dei tumori del collo dell'utero. Alcuni sintomi del tumore della cervice e della vagina sono dispareunia e sanguinamento vaginale anormale o perdite vaginali, specialmente dopo un rapporto sessuale o la menopausa. Tuttavia, la maggior parte dei tumori della cervice appaiono asintomatici (non presentano sintomi). La brachiterapia vaginale intracavitaria (VBT) viene utilizzata per il trattamento del carcinoma endometriale, vaginale e cervicale. Un applicatore viene inserito nella vagina per consentire la somministrazione di isotopi emettenti radiazioni ionizzanti il più vicino possibile al sito del tumore. Rispetto alla radioterapia con fasci esterni, con la brachiterapia vaginale intracavitaria i tassi di sopravvivenza aumentano. Utilizzando la cavità vaginale per posizionare l'emettitore di isotopi il più vicino possibile alla crescita cancerosa, gli effetti sistemici nocivi della radioterapia sono ridotti e i tassi di guarigione appaiono più alti. Non è ben chiaro se il trattamento del cancro del collo dell'utero con la radioterapia aumenta il rischio incorrere in un cancro vaginale.

### Anomalie e altri problemi di salute

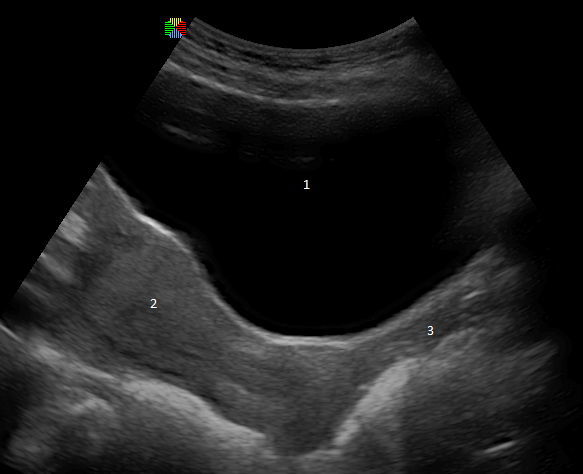
Un'ecografia che mostra la vescica urinaria (1), l'utero (2) e la vagina (3)

Le anomalie vaginali sono difetti congeniti che comportano l'avere una vagina anormale o non averla proprio. La più comune anomalia vaginale ostruttiva è l'imene imperforato, una condizione in cui l'imene ostacola il flusso mestruale o le altre secrezioni vaginali. Un'altra anomalia vaginale è il setto vaginale trasversale, che blocca parzialmente o completamente il canale vaginale. Prima di porre rimedio è necessario determinare la precisa causa di un'ostruzione, poiché la chirurgia correttiva differisce a seconda della causa. In alcuni casi, come l'agenesia vaginale isolata, i genitali esterni possono apparire normali.
Aperture anormali note come fistole possono causare l'ingresso di urina o feci nella vagina, con conseguente incontinenza. La vagina è suscettibile alla formazione di fistole a causa della sua vicinanza al tratto urinario e gastrointestinale. Le cause specifiche sono molteplici e comprendono un travaglio ostruito, l'isterectomia, un tumore maligno, le radioterapia, l'episiotomia e i disturbi intestinali. Un piccolo numero di casi di fistole vaginali sono congenite. Vari metodi chirurgici sono impiegati per riparare le fistole. Le fistole non trattate possono provocare disabilità significative e avere un profondo impatto sulla qualità della vita.
L'eviscerazione vaginale è una complicanza grave di un'isterectomia vaginale e si verifica quando la cuffia vaginale si rompe, permettendo all'intestino tenue di sporgere dalla vagina.
La vagina può essere influenzata anche dalla presenza di cisti. Vari tipi di cisti vaginali possono svilupparsi sulla superficie dell'epitelio vaginale o negli strati più profondi della vagina e possono crescere fino a 7 centimetri. Spesso vengono scoperte incidentalmente durante un esame pelvico di routine. Le cisti vaginali possono imitare altre strutture che sporgono dalla vagina come un rettocele e un cistocele. Le cisti che possono essere presenti includono cisti mülleriane, cisti dei dotti di Gartner e cisti epidermoidi. Una cisti vaginale è più probabile che si sviluppi nelle donne di età compresa tra i 30 e i 40 anni. Si stima che 1 donna su 200 abbia una cisti vaginale. La cisti di Bartolini è di origine vulvaria piuttosto che vaginale, ma si presenta come un nodulo all'apertura vaginale. È più comune nelle donne più giovani e di solito è senza sintomi, ma può causare dolore se si forma un ascesso, bloccare l'ingresso al vestibolo vulvare se grande, e impedire la deambulazione o causare rapporti sessuali dolorosi.

## La vagina nell'arte

L'origine del mondo di Gustave Courbet

Per la sua naturale attrattiva, oltre che per l'ancestrale potere evocativo quale porta della vita, la vagina (o meglio, la vulva) ha assunto un ruolo di protagonista anche in diverse opere d'arte di età contemporanea, tra cui:
- L'origine del mondo, dipinto di Gustave Courbet custodito al Museo d'Orsay (Parigi).[170]
- la Foglia di vite femmina (Feuille de vigne femelle, 1950, custodito alla Tate Gallery di Londra); opera di Marcel Duchamp.[171][172][173]
- l'opera teatrale di Eve Ensler I monologhi della vagina.

## Negli altri animali
La vagina è una struttura presente in tutti gli animali in cui la femmina viene fecondata internamente, piuttosto che dall'inseminazione traumatica usata da alcuni invertebrati. La forma della vagina varia tra i diversi animali. Nei mammiferi placentari e nei marsupiali, la vagina conduce dall'utero all'esterno del corpo femminile. Le femmine dei marsupiali possiedono due vagine laterali, che portano a separare l'utero, ma entrambe si aprono esternamente attraverso lo stesso orifizio; un terzo canale, noto come vagina mediana e che può essere transitorio o permanente, viene utilizzato per il parto. La iena maculata non ha un'apertura vaginale esterna. Invece, la vagina esce attraverso il clitoride, permettendo alle femmine di urinare, copulare e partorire attraverso il clitoride. La vagina della femmina del coyote si contrae durante l'accoppiamento, formando un legame copulatore.
Gli uccelli, i monotremi e alcuni rettili hanno una parte dell'ovidotto che conduce alla cloaca. I polli hanno una vagina che si apre dall'apice verticale della cloaca, estendendosi verso l'alto dall'apertura e diventando la ghiandola dell'uovo. Alcuni pesci senza mandibola sono privi sia di ovidotto che di vagina, l'uovo invece viaggia direttamente attraverso la cavità del corpo (e viene fertilizzato esternamente come nella maggior parte dei pesci e degli anfibi). Negli insetti e in altri invertebrati, la vagina può essere una parte dell'ovidotto. Le femmine di alcune specie di uccelli acquatici hanno sviluppato strutture vaginali particolari per proteggersi dalla coercizione sessuale.